# Labry (część hełmu)

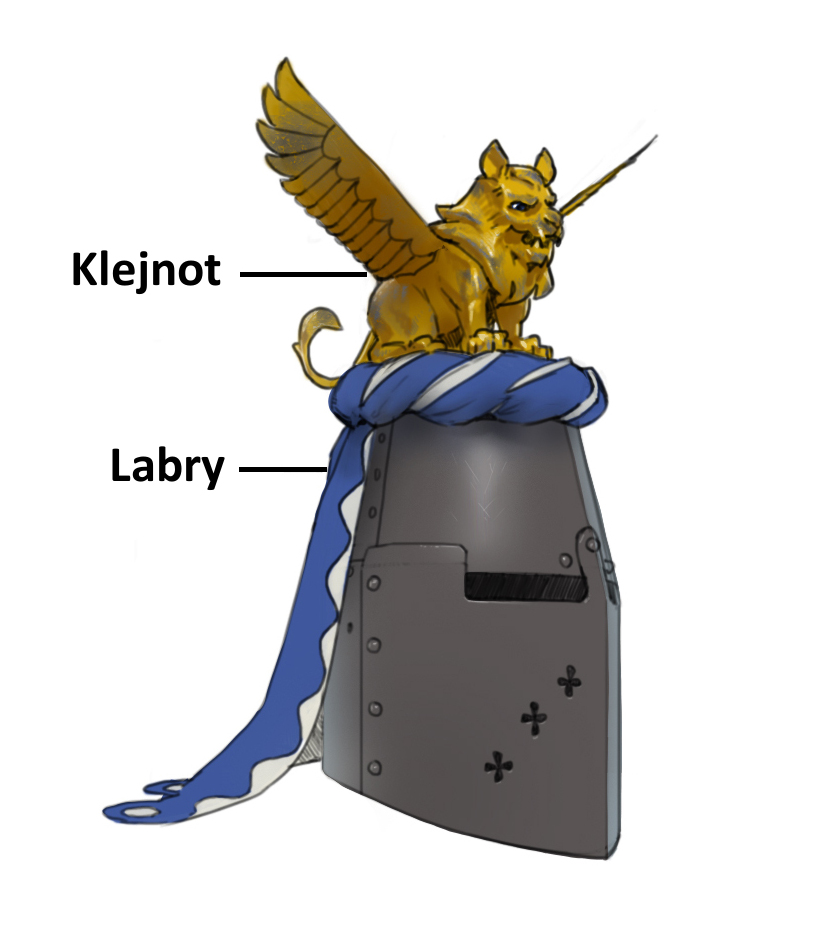
Hełm z labrami oraz klejnotem

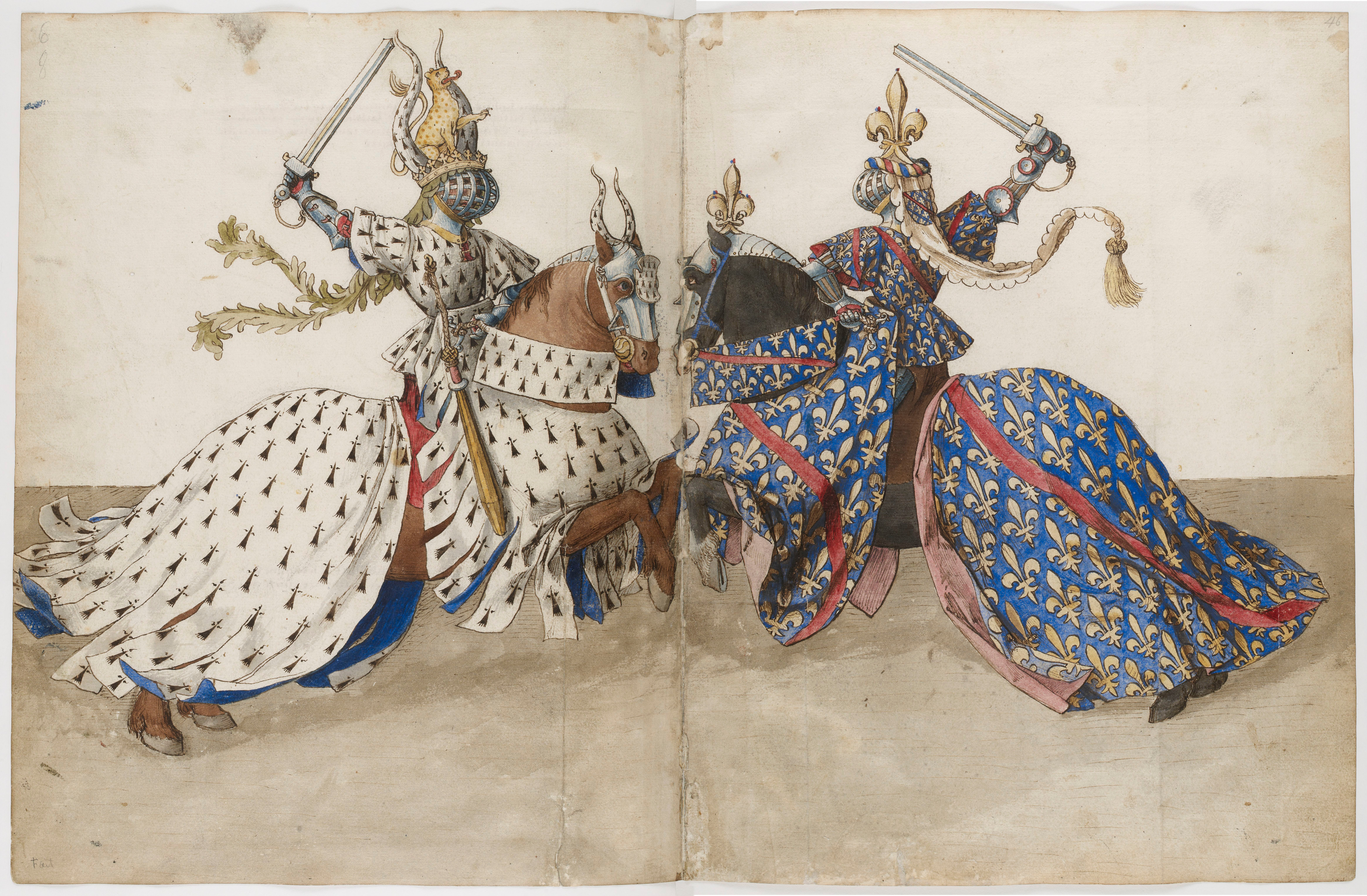
Dwaj rycerze w hełmach z labrami i klejnotami o rozbudowanej fantazyjnej formie, XV w.

Labry – ozdobna chusta okrywająca tylną część hełmu rycerskiego.

## Historia
Pierwotnie labry stosowane były przez krzyżowców w trakcie krucjat na Bliskim Wschodzie, gdzie miały czysto praktyczne zastosowanie jako osłona przed promieniami słonecznymi w gorącym środowisku. Pod koniec XII wieku zwyczaj ich noszenia został przeniesiony do Europy Zachodniej, gdzie pełniły już tylko funkcję dekoracyjną. Uległy tam z czasem znacznemu wydłużeniu przybierając również finezyjne zdobione formy przykładowo poprzez wycinanie w „zęby”, obszywanie chwostami, dzwoneczkami itp.
Od połowy XIV wieku nabrały bardziej formalnego charakteru odpowiadając barwom herbowym właściciela. W takiej formie ich zewnętrzna strona musiała mieć barwę heraldycznej figury, natomiast wewnętrzna odpowiadać polu herbowemu. 
W Polsce zwyczaj noszenia labr pojawił się na początku XIV wieku, jednak nigdy nie zdobył szerszej popularności.